# 金花石蒜
金花石蒜（学名：Lycoris aurea），又名铁色箭（本草纲目）、忽地笑、龍爪花、黄花石蒜、山水仙、山金針，为石蒜科石蒜属的植物。

## 形态
多年生草本，广卵形鳞茎；秋季抽叶，长椭圆状带形或带形叶；花茎顶生伞状花序，有5-10花，夏季开黄色花，花被裂片倒披针形，花被管长约1.5厘米；蒴果近球形。

## 分布
分布于日本、台湾、缅甸以及中国大陆的湖北、湖南、广西、云南、广东、福建、四川等地，生长于海拔600米至2,300米的地区，自生山野，见于阴湿山坡。

## 用途

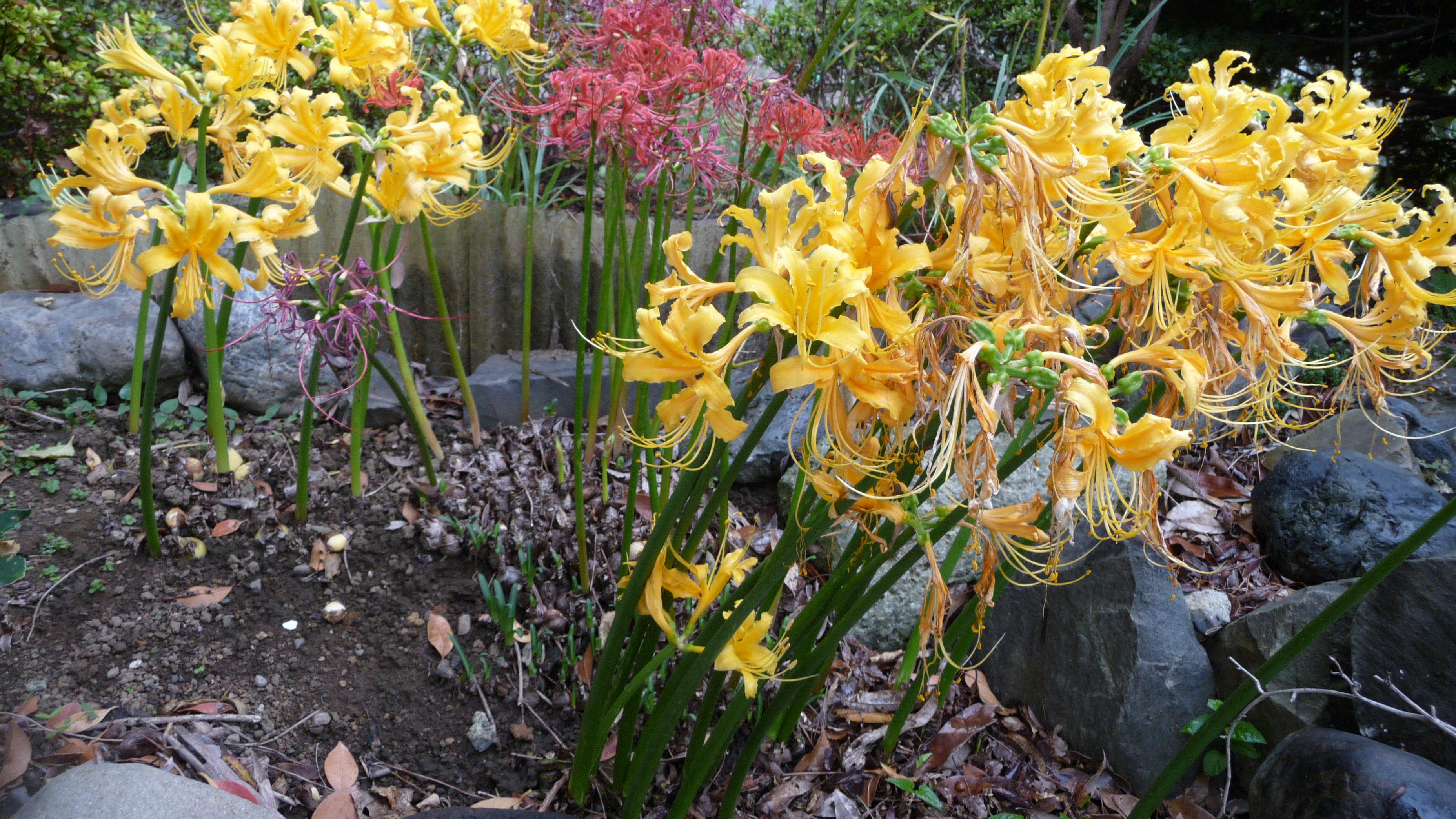
金花石蒜与石蒜，摄於日本千叶县

可供观赏；鳞茎有毒，除了可以提取石蒜碱供药用，也能提取淀粉工业用。

## 外部連結
- 昆明植物研究所. . 《中国高等植物数据库全库》. 中国科学院微生物研究所.   [2009-02-20]. （原始内容存档于2016-02-13）.
- 忽地笑 Hudixiao （页面存档备份，存于） 藥用植物圖像資料庫 (香港浸會大學中醫藥學院) （繁體中文）（英文）